# Park Jurija Gagarina w Poznaniu
Park Jurija Gagarina w Poznaniu – park zlokalizowany w Poznaniu na Osiedlu Pod Lipami na obszarze jednostki pomocniczej Osiedle Nowe Winogrady Południe na Winogradach. 

## Charakterystyka

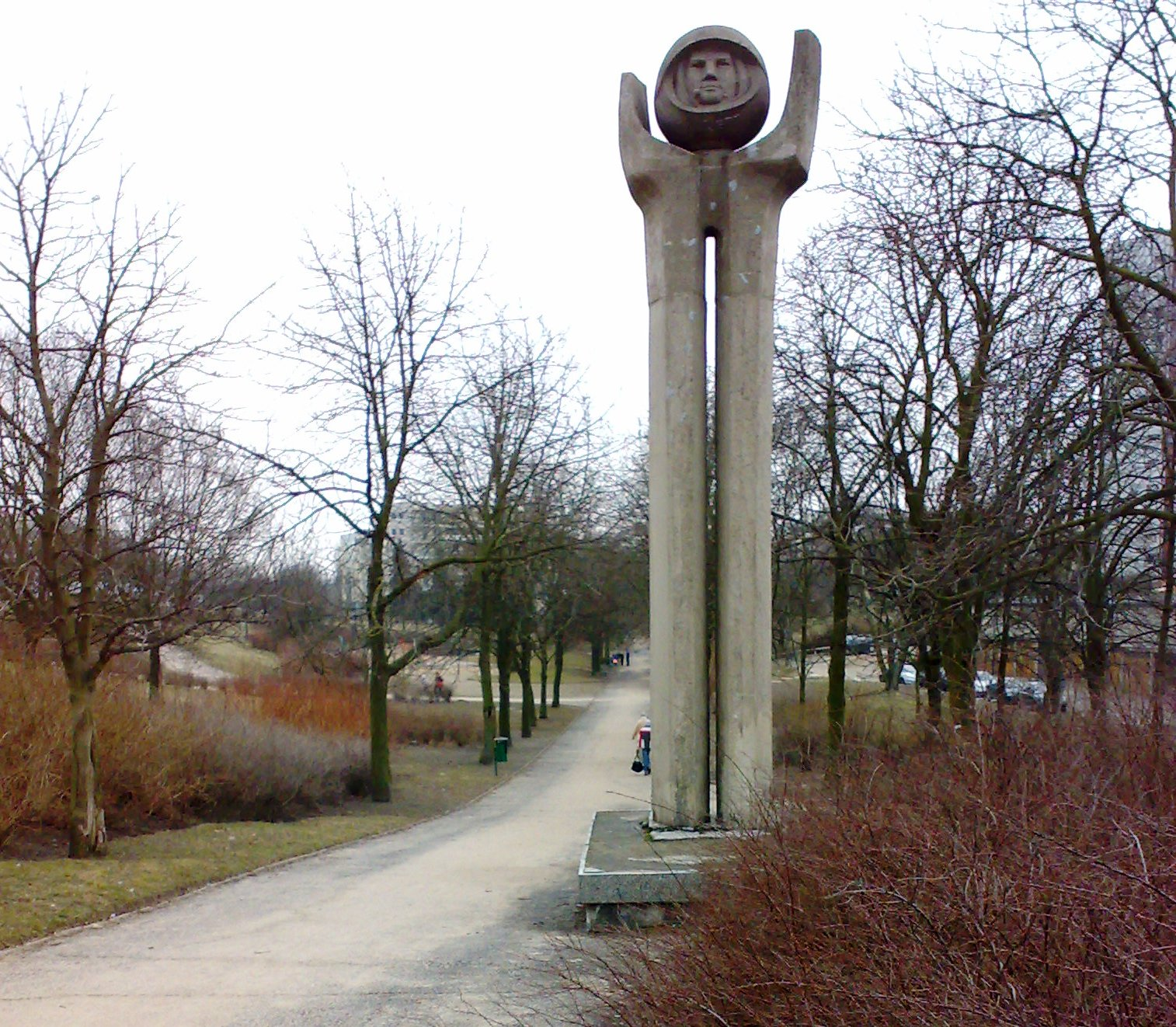
Pomnik Gagarina

Ma wydłużony kształt na osi wschód-zachód, zajmując niewielką dolinę prostopadłą do Warty, wzdłuż ul. Serbskiej, od Ronda Solidarności do ul. Naramowickiej. Upamiętnia radzieckiego kosmonautę Jurija Gagarina, nawiązując do położonego na północ Osiedla Kosmonautów.
Park Gagarina jest przykładem modernistycznego założenia parkowego, z późniejszymi zmianami i poprawkami. Całość spina centralna aleja, od której odbiegają pomniejsze ciągi spacerowe, plac zabaw i strefy odpoczynku, w środku tworząc zarys małżowiny. Główne wejście zbudowano od Ronda Solidarności. W tym miejscu stoi kilkumetrowy modernistyczny obelisk – pomnik Jurija Gagarina. Za nim, w stronę doliny, opadają szerokie schody, będące strefą wprowadzającą do parku.
W latach 70. XX wieku stał w parku (bezpośrednio na poziomie gruntu) samolot typu Lim, będąc jedną z atrakcji dla dzieci.
Wschodnia część założenia została częściowo zabudowana w początkach XXI wieku przez niewielkie osiedle firmy Ataner.